# Sosifanes z Syrakuz
Sosifanes z Syrakuz (ur. 306/5 p.n.e. w Atenach) – grecki poeta i tragediopisarz działający w III wieku p.n.e. Wystawił 73 tragedie i odniósł 7 zwycięstw. Większość jego dzieł zaginęła, zachowały się nieliczne fragmenty i tytuł jednej z tragedii - Meleagros.